# جيم أليوت
جيم أليوت (بالإنجليزية: Jim Elliot)‏ هو مترجم الكتاب المقدس ‏ ومبشر ومترجم أمريكي، ولد في 8 أكتوبر 1927 في بورتلاند في الولايات المتحدة، وتوفي في 8 يناير 1956 في الإكوادور.